# William Walling
William Herbert Walling (geboren am 25. November 1926 in Denver, Colorado) ist ein amerikanischer Science-Fiction-Autor.

## Leben
Walling ist der Sohn des Elektrikers Herbert E. Walling und von Sophia Helen, geborene Keinath. In den letzten beiden Jahren des Zweiten Weltkriegs war er Kadett der US Air Force. Anschließend studierte er Ingenieurwissenschaften an der University of California, Los Angeles, wo er 1951 mit dem Bachelor abschloss. 1952 heiratete er Judith Ruth Malone, mit der er drei Töchter hat. Nach seinem Studium arbeitete er bei verschiedenen Firmen im Umkreis von Los Angeles, ab 1960 war er Entwicklungsingenieur bei der Lockheed Missiles and Space Company, einem Zweig der Lockheed Corporation.
Seine erste SF-Erzählung Rings on Her Fingers erschien im September 1970 im Magazine of Fantasy and Science Fiction. Sein erster Roman No One Goes There Now (1971) handelt von der Begegnung menschlicher Kolonisten eines paradiesischen Planeten mit einer überlegenen Spezies, die dort ohne wahrnehmbare Technik und Infrastruktur existiert und von den gewalttätigen Ritualen der Menschen abgestoßen ist. In dem Roman The World I Left Behind Me (1979, deutsch als … und morgen die Sterne) geht es um einen überlichtschnellen Antrieb in dessen Entwicklung sich Aliens einmischen.

## Bibliografie
Romane
- No One Goes There Now (1971)
- Earth, Air, Fire and Water (1974, mit Stephen Nemeth)
- The World I Left Behind Me (1979, auch als Tomorrow, the Stars, 2003)
  - Deutsch: … und morgen die Sterne. Bastei Lübbe Science Fiction Bestseller #22030, 1981, ISBN 3-404-22030-7.
- Sometimes the Dragon Wins (2003)
- Memo to the Leader (2005)
- Mind Games (2005)
- Olympus Mons (2013)
- Triage (2014)

Kurzgeschichten
- Rings on Her Fingers (1970)
- The Unsigned (1971)
- The Sorrowful Host (1971)
- The Devil We Know (1973)
- Modus Vivendi (1973)
- Interference (1973)
- Nix Olympica (1974)
- Triage (1976)
- Memo to the Leader (1977)
- The Norns' Loom (1978)
  - Deutsch: Der Webstuhl der Nornen. In: Walter Spiegl (Hrsg.): Brennpunkt Zukunft 2. Ullstein Science Fiction & Fantasy #31042, 1982, ISBN 3-548-31042-7.
- Triggerman (1979)
- Star Dreck (1984)
- TTCB (1992)